# Muhammad Shaani Abdullah
Muhammad Shaani Abdullah ist ein Politiker aus Malaysia. Er ist derzeit (Dezember 2010) Menschenrechtsbeauftragter der Regierung.

## Leben
Er war Ende 2010 in der Funktion als Menschenrechtsbeauftragter mit der Vermittlung bei Festnahmen von Schiiten während illegalen Gottesdiensten befasst. In dem mehrheitlich von Sunniten bewohnten Malaysia ist Schiiten die aktive Religionsausübung untersagt.